# Sabine Demel
Sabine Demel (* 21. September 1962 in Coburg) ist eine deutsche Theologin und Hochschullehrerin. Seit 1997 ist sie Inhaberin des Lehrstuhls für Kirchenrecht an der Universität Regensburg.

## Leben
Demel studierte römisch-katholische Theologie und klassische Philologie an der Universität Eichstätt. 1987 erwarb sie ein Diplom in katholischer Theologie und 1988 legte sie das erste Staatsexamen für das Lehramt an Gymnasien mit der Fächerverbindung Latein und katholische Religionslehre ab. Nach einem Jahr als Pastoralassistentin promovierte Demel 1992 während ihrer Tätigkeit als wissenschaftliche Mitarbeiterin an der Katholischen Universität Eichstätt mit der Arbeit Kirchliche Trauung – unerlässliche Pflicht für die Ehe des katholischen Christen?, im Jahr 1995 folgte die Habilitation bei Peter Krämer mit der Habilitationsschrift Abtreibung zwischen Straffreiheit und Exkommunikation. Weltliches und kirchliches Strafrecht auf dem Prüfstand.  1990–1996 absolvierte Demel zusätzlich eine nebenberufliche Ausbildung und Tätigkeit als Ehe-, Familien- und Lebensberaterin.
Seit 1997 ist Demel Professorin des Lehrstuhls für Kirchenrecht an der Katholisch-Theologischen Fakultät der Universität Regensburg (2022–2027 in beruflicher Freistellung).  2001–2003 war sie Dekanin der Fakultät für Katholische Theologie der Universität Regensburg, 2007–2013 Senatorin, 2013–2022 Vertreterin des Deutschen Hochschulverbandes der Gruppe Regensburg. Von 2014 bis 2022 hatte sie das Amt der Studiendekanin der Fakultät für Katholische Theologie der Universität Regensburg inne. Im Jahr 2023 wurde ihr in Anerkennung ihrer besonderen Verdienste um die Universität Regensburg die Ehrennadel der Universität verliehen.
Den Schwerpunkt ihrer Forschung legt Demel auf das Verhältnis von Theologie und Recht, Beteiligungsstrukturen in  Kirche und Gesellschaft und auf Ökumene. Ansätze zu kirchlichem Amt, Laien und Frauen in der katholischen Kirche prägen ihre Forschung in besonderem Maße.

## Selbstverständnis als Kirchenrechtlerin
Demel versteht Kirchenrecht als Instrument, legitime Freiheitsräume in der Kirche zu schützen, neue zu entdecken und zu entfalten. Ihr ist es wichtig, „heiße Themen in der katholischen Kirche aufzugreifen, den Finger in die Wunden zu legen und umsetzbare Lösungswege vorzuschlagen“.
Folgende Grundsätze sind für sie maßgeblich:
- Auch Strukturen predigen! – Strukturen sind zwar sekundär zum Inhalt; aber wenn sie nicht zum Inhalt passen, bzw. dem Inhalt widersprechen, verfälschen sie den Inhalt, ja drohen ihn sogar abzutöten
- Sprache bildet Wirklichkeit ab und schafft Wirklichkeit
- Wissen ist Macht – auch und gerade in rechtlichen Angelegenheiten
- Recht ohne Barmherzigkeit ist Grausamkeit, wie auch umgekehrt Barmherzigkeit ohne Recht Willkür ist (Thomas von Aquin)
- Recht ist wie eine Laterne in der Nacht. Es weist den Weg. Nur Betrunkene halten sich daran fest (in Anlehnung an Karl Rahner)[7]

## Wirken
Tätigkeits- und Forschungsschwerpunkt sind kirchenrechtliche Aspekte der römisch-katholischen Theologie. Demel ist 1999 Gründungsmitglied des Landesverbandes Donum Vitae in Bayern e. V. gewesen und war von 2017 bis 2020 dessen Vorsitzende. Von 2001 bis 2012 war Demel berufenes Mitglied im Zentralkomitee der deutschen Katholiken (ZdK), von 2008 bis 2018 arbeitete sie im theologischen Beirat des Verbandes der Pastoralreferenten Deutschlands mit und von 2012 bis 2022 war sie als Stiftungsrätin der Herbert Haag-Stiftung für Freiheit in der Kirche tätig. Des Weiteren ist sie Gründungsmitglied von AGENDA-Forum deutscher Theologinnen, Mitglied des Katholischen Deutschen Frauenbundes, Mitglied der Europäischen Gesellschaft für Katholische Theologie Deutscher Sektion e. V. und der Helen Straumann-Stiftung für feministische Theologie.

## Bischöfliche Maßregelung
Im Zusammenhang mit der Rücknahme der Exkommunikation der Piusbruderschaft und in Reaktion auf die darauf folgende vielsprachige und international verbreitete Petition Vaticanum 2 maßregelte der Regensburger Bischof Gerhard Ludwig Müller die drei Theologieprofessoren der Universität Regensburg, Sabine Demel, Burkard Porzelt und Heinz-Günther Schöttler, und verlangte von ihnen, innerhalb von 14 Tagen vor Müller persönlich einen Treueeid sowie ein Glaubensbekenntnis abzulegen. Auf zunächst gegen die Professoren angedrohte weitere Schritte verzichtete der Bischof schließlich nach einem klärenden Gespräch.

## Schriften (Auswahl)
- Kirchliche Trauung – unerlässliche Pflicht für die Ehe des katholischen Christen?, Stuttgart 1993, Zugl. Hochschulschrift Eichstätt (Diss.) 1992.
- Abtreibung zwischen Straffreiheit und Exkommunikation. Weltliches und kirchliches Strafrecht auf dem Prüfstand, Stuttgart 1995, zugl. Hochschulschrift Eichstätt (Habilitations-Schrift) 1995.
- Mitmachen – Mitreden – Mitbestimmen. Grundlagen, Möglichkeiten und Grenzen in der katholischen Kirche, Regensburg 2001.
- Strukturen und Ämter der Kirche. Was aus theologisch-rechtlicher Sicht dazu zu sagen ist, Würzburg 2002; (2. Auflage: 2006).
- mit Hanspeter Heinz und Christian Pöpperl: Löscht den Geist nicht aus. Synodale Prozesse in deutschen Diözesen, Freiburg im Breisgau 2005.
- Zur Verantwortung berufen. Nagelproben des Laienapostolats, Freiburg i. Br. 2009.
- Spiritualität des Kirchenrechts, Münsterschwarzach 2009.
- Kirche sind wir alle. Überlegungen zum Dialogprozess, Münsterschwarzach 2013.
- Vergessene Amtsträger/innen? Die Zukunft der Pastoralreferentinnen und Pastoralreferenten, Freiburg i. Br. 2013.
- Einführung in das Recht der katholischen Kirche. Grundlagen – Quellen – Beispiele, Darmstadt 2014.
- mit Klaus Lüdicke (Hrsg.): Zwischen Vollmacht und Ohnmacht. Die Hirtengewalt des Diözesanbischofs und ihre Grenzen, Freiburg i.Br. 2015.
- Das Recht fließe wie Wasser. Wie funktioniert und wem nützt Kirchenrecht?, Regensburg 2017.
- mit Michael Pfleger: Sakrament der Barmherzigkeit. Welche Chance hat die Beichte?, Freiburg i.Br. 2017.
- Frauen und kirchliches Amt, Freiburg i. Br. 2022 (3. Auflage).
- Handbuch Kirchenrecht. Grundbegriffe für Studium und Praxis, Freiburg i. Br. 2022 (3. Auflage).